# Izbiska (województwo podkarpackie)
Izbiska – wieś w Polsce, położona w województwie podkarpackim, w powiecie mieleckim, w gminie Wadowice Górne.
| SIMC    | Nazwa  | Rodzaj     |
| ------- | ------ | ---------- |
| 1066550 | Budy   | część wsi  |
| 0834722 | Koniec | część wsi  |
| 0834739 | Zapole | przysiółek |

W latach 1954–1959 wieś należała i była siedzibą władz gromady Izbiska, po jej zniesieniu w gromadzie Podborze. W latach 1975–1998 miejscowość administracyjnie należała do województwa tarnowskiego.